# 摩砂雪
摩砂雪（まさゆき、1961年1月3日 - ）は、日本のアニメーター、演出家、映像作家。株式会社カラー相談役。長野県出身。山羊座、A型。本名は山口 正幸（やまぐち まさゆき）。夷 倭世（えみし わせ）、摩砂一（まさかず）、沙那芭 美智（さなば よしとも）などの名義での作品参加もある。

## 人物
高校時代に映像関係の仕事を目指す中で、宮崎駿演出の『未来少年コナン』に影響を受けアニメーションの世界を志す。東京デザイナー学院アニメーション科卒業後、作画スタジオのスタジオジャイアンツへ入社。数々のテレビアニメの作画で経験を積んだ後、1987年公開の劇場アニメ『王立宇宙軍 オネアミスの翼』よりガイナックス作品に参加し、『ふしぎの海のナディア』で演出と作画監督を担当。社会的ブームになった『新世紀エヴァンゲリオン』では鶴巻和哉と共に副監督に就任し数々の役職をこなした。
ガイナックス作品以外にも『帝都物語』、『マクロスプラス』などでキャラクターデザイン、作画監督などを担当。スタジオジャイアンツ、グラビトン、ガイナックスを経てフリーとなる。広角パースの作画・画面設計・映像編集に長けており、近年は庵野秀明の右腕として『シン・ゴジラ』などの実写作品にも参加。現在は庵野が設立したアニメスタジオ「カラー」にて相談役を務める。
『ふしぎの海のナディア』制作時に薩川昭夫と知り合い、お互いが岡本喜八・黒澤明の作品群が好きなことで話が弾み、親交が深まった。仕事でも薩川が「摩砂雪はこんなことがやりたいんでしょ?」と「1カットと1カットを切った間に、インサートカットを入れる」というアニメではあまり行わない編集をしたことで、映像編集の面白さに目覚める。丁度その頃に「どんなに演出意図や動きの指示を絵コンテに書いても、それを編集が理解してくれないために、リズムがずれて、1カットとしては良くできていても、映像としては笑いも感動も迫力もない、全然面白くないものになってしまう」という制作現場そのものの問題に当たってしまい、『新世紀エヴァンゲリオン』制作序盤ではフィルム編集技師に頭を下げ、ネガ編集者への指示の出し方・ポジ編集の実務作業のやり方を教えてもらい、制作終盤の頃になると普通のアニメスタジオでは見ない機材が集まり、1室が編集室となり、そこで摩砂雪・庵野・鶴巻がフィルムをつないでいった。その頃から「作品のために作画・絵コンテを描くことが嫌になった」「他人の作画・家庭用デジタルビデオカメラで撮影した映像等の色々な素材を切り貼りしてからつないでいけば、もっと面白いことができる」と編集を主体にした演出作業にのめり込むようになった。
監督を務めた『新世紀エヴァンゲリオン劇場版 シト新生』『DEATH』編の制作後、仕事が残っていたにもかかわらず海で遊びほうけていたことに総監督であった庵野が激怒し、続編の『新世紀エヴァンゲリオン劇場版 Air/まごころを、君に』ではビジュアルウォーターアーチストとクレジットされた。ただし二人の関係は深く、1000カット以上はあると言う庵野の結婚式のビデオを摩砂雪が半年かけて編集を行っている。ガイナックス時代は、庵野とスタジオで延々とくだらない話をしているたびに赤井孝美から怒られていたという。

## 参加作品

### テレビアニメ
- フーセンのドラ太郎（動画）
- 新・ど根性ガエル（原画）
- 戦国魔神ゴーショーグン（原画）
- とんでモン・ペ（原画）
- 戦闘メカ ザブングル（原画）
- サイボットロボッチ（原画）
- 魔境伝説アクロバンチ（原画）
- Gu-Guガンモ（37・43話原画）
- さすがの猿飛（61・68話作画監督、9・14・19・25・26・29・36・40・46・52・57・61・64・68話原画）
- らんぽう（4・6・9・10・14・18話作画監督、1話原画）
- 北斗の拳（56話原画[注釈 1]）
- サンダーキャッツ（OP原画）
- きまぐれオレンジ☆ロード（原画）
- 燃える!お兄さん（5・11・14・19話作画監督、タイトルアニメーション原画）
- ふしぎの海のナディア（3・13・20・28・29・33・36話絵コンテ、3・38話演出、17話作画監督[注釈 2]、30・34話原画）[1]
- ヤダモン（121話絵コンテ）
- 新世紀エヴァンゲリオン（副監督、1・2・6・11・12・19・24・26話絵コンテ、19・24・26話演出、24話作画監督、2・9・19・24・26話原画、EDアニメーション）[1]
- エルフを狩るモノたち（OP原画）
- メダロット（13話絵コンテ）
- 彼氏彼女の事情（25話原画・エンディング撮影協力）
- 今、そこにいる僕（1話原画）
- アベノ橋魔法☆商店街（7・12話原画）
- パラッパラッパー（OP劇メーション撮影）
- ぷちぷり*ユーシィ（23話絵コンテ）
- まほろまてぃっく（OP原画）
- 超GALS! 寿蘭（OP原画）
- IGPX（23話絵コンテ）
- 西の善き魔女 Astraea Testament（13話絵コンテ）
- 天元突破グレンラガン（15話絵コンテ）
- パンティ&ストッキングwithガーターベルト（18話絵コンテ）
- キルラキル（14話絵コンテ）
- リトルウィッチアカデミア（3・17話絵コンテ）
- ダーリン・イン・ザ・フランキス（第4話絵コンテ）
- フルメタル・パニック! Invisible Victory（第8話絵コンテ）

### OVA
- くりいむレモン PART.4 POPCHASER（原画[注釈 3]）
- バビ・ストック（原画）
- トップをねらえ!（OP・5話原画）
- バオー来訪者（キャラクターデザイン・作画監督[注釈 4]）
- 帝都物語（3・4話絵コンテ・キャラクターデザイン・式神デザイン・全話作画監督・3・4話原画[注釈 5]）
- 孔雀王2 幻影城（キャラクターデザイン）
- きまぐれオレンジ☆ロード（作画監督・タイトル原画）
- マクロスプラス（キャラクターデザイン・1話作画監督[注釈 6]）
- 電脳戦隊ヴギィ'ズ★エンジェル（原画）
- でたとこプリンセス（2話原画）
- Re：キューティーハニー（3話監督・作画監督・演出・原画[注釈 7]）
- フリクリ（2話絵コンテ・3・4・5・6話原画・EDスーパーバイザー・実写素材撮影）
- トップをねらえ2!（OP演出・5話絵コンテ・3話原画）
- 夜桜四重奏 〜ツキニナク〜（2話絵コンテ）

### 映画
- 劇場版Gu-Guガンモ(1985年) 原画
- オーディーン 光子帆船スターライト(1985年) 原画
- プロジェクトA子(1986年) 原画
- 王立宇宙軍 オネアミスの翼(1987年) 原画
- 紫式部 源氏物語(1987年) 原画
- 新世紀エヴァンゲリオン劇場版 シト新生(1997年) 『DEATH』編監督・絵コンテ・作画監督・原画[1]
- 新世紀エヴァンゲリオン劇場版 Air/まごころを、君に(1997年) ビジュアルウォーターアーチスト(26話)、絵コンテ(25話)、原画(25話、26話)[1]
- ヱヴァンゲリヲン新劇場版:序（2007年） 監督（Aパート）、原画[1]
- ヱヴァンゲリヲン新劇場版:破（2009年） 監督（B・Cパート）、画コンテ、原画[1]
- ヱヴァンゲリヲン新劇場版:Q（2012年） 監督、画コンテ、イメージボード、原画[1]
- 宇宙戦艦ヤマト2199 星巡る方舟（2014年） 原画
- プロメア（2019年）絵コンテ
- シン・エヴァンゲリオン劇場版（2021年） 画コンテ案・イメージボード、原画、プリヴィズヴァーチャルカメラマン、アクションパートヴァーチャルカメラマン、画面協力「水中映像」

### WEBアニメ
- 日本アニメ（ーター）見本市 『カセットガール』（2015年）絵コンテ

### 実写作品
- ラブ&ポップ（1998年）友情准監督[1]
- GAMERA1999（1999年）監督
- 24人の加藤あい（2001年）監督補助
- 流星課長（2002年）演出補・画コンテ
- Cutie Honey キューティーハニー（2004年）監督補・絵コンテ[1]
- シン・ゴジラ（2016年）画コンテ、D班監督・撮影・録音[1]
- シン・ウルトラマン（2022年）監督補[7]・撮影・画コンテ・アクションパートバーチャルカメラマン